# Kazutaka Kodaka
Kazutaka Kodaka (小高 和剛, Kodaka Kazutaka), né le 8 juillet 1978, est un scénariste et concepteur de jeux vidéo, ainsi qu'un écrivain et mangaka japonais. Cet ancien employé de Spike Chunsoft a connu le succès en étant le créateur de la franchise Danganronpa. Il quitte Spike Chunsoft en 2017 pour fonder la société de développement de jeux vidéo Too Kyo Games.

## Travaux

### Jeux vidéo
| Année | Titre                                                                       | Rôle                                                    | Ref.   |
| ----- | --------------------------------------------------------------------------- | ------------------------------------------------------- | ------ |
| 2002  | Clock Tower 3                                                               | Assistant-directeur                                     | [ 1 ]  |
| 2007  | Dragon Ball Z: Budokai Tenkaichi 3                                          | Planificateur                                           | [ 2 ]  |
| 2008  | Jake Hunter                                                                 | Scénariste                                              | [ 3 ]  |
| 2008  | Bakusou Dekotra Legend Black                                                | Scénariste                                              |        |
| 2009  | Meitantei Conan & Kindaichi Shōnen no Jikenbo: Meguriau Futari no Meitantei | Scénariste                                              | [ 4 ]  |
| 2009  | Dragon Ball: Raging Blast                                                   | Planificateur                                           | [ 5 ]  |
| 2010  | Danganronpa: Trigger Happy Havoc                                            | Créateur, planificateur, scénariste, auteur             | [ 6 ]  |
| 2012  | Danganronpa 2: Goodbye Despair                                              | Créateur, planificateur, scénariste, auteur             | [ 7 ]  |
| 2014  | Danganronpa Another Episode: Ultra Despair Girls                            | Créateur, producteur, planificateur, scénariste, auteur | [ 8 ]  |
| 2015  | School of Ragnarok                                                          | Scénariste                                              | [ 9 ]  |
| 2017  | Danganronpa V3: Killing Harmony                                             | Créateur, planificateur, scénariste, auteur             | [ 10 ] |
| 2020  | Death Come True                                                             | Producteur, scénariste                                  | [ 11 ] |
| 2020  | World's End Club                                                            | Directeur de la création                                | [ 12 ] |
| 2023  | Master Detective Archives: RAIN CODE                                        | Scénariste                                              |        |
| 2025  | The Hundred Line: Last Defense Academy                                      | Scénariste                                              | [ 13 ] |

### Anime
| Année | Titre                                             | Rôle                                       | Ref.   |
| ----- | ------------------------------------------------- | ------------------------------------------ | ------ |
| 2013  | Danganronpa: The Animation                        | Supervision du scénario                    | [ 14 ] |
| 2015  | Wooser's Hand-to-Mouth Life                       | Script                                     | [ 15 ] |
| 2016  | Danganronpa 3: The End of Hope's Peak High School | Créateur, concept du scénario, supervision | [ 16 ] |
| 2020  | Akudama Drive                                     | Scénariste                                 | [ 17 ] |

### Manga
| Année | Titre                             | Ref.   |
| ----- | --------------------------------- | ------ |
| 2013  | Guren 5                           | [ 18 ] |
| 2016  | Danganronpa Gaiden: Killer Killer | [ 19 ] |
| 2018  | Gambler's Parade                  | [ 20 ] |

### Light novel
| Année | Titre                                            | Ref.   |
| ----- | ------------------------------------------------ | ------ |
| 2006  | Detective Saburo Jinguji: The Ghost of Shinjuku  | [ 21 ] |
| 2007  | Detective Jinguji Saburo Shining Mirai           | [ 22 ] |
| 2011  | Danganronpa/Zero                                 | [ 23 ] |
| 2013  | Danganronpa: Naegi Makoto, Jinsei Saiaku no Hi   | [ 24 ] |
| 2017  | Danganronpa Kodaka ～ 890 days for "Danganronpa" | [ 25 ] |